# Музикален период
Музикален период представлява завършено изложение на музикалната тема в музиката. За периода е характерна мелодическата завършеност, достигането на мелодията до устойчив тон, а също и заключителна каденца; и всички тези свойства предизивкват усещането за завършеност.
Срещат се, макар и много рядко, незавършени, незатворени периоди, изключения от общото правило.
Така музикалният период е най-малката завършена, самостоятелна музикална форма. Завършеността на периода ни позволява да го използваме като форма на самостоятелно произведение – във вокалната или инструменталната миниатюра.
Формата на периода като форма за изложение на темата се използва широко не само в кратките пиеси, но и в по-големи произведения. Наричана е още едноделна музикална форма.

## Основни части
Основните части, на които се разделя периодът се нарича изречение. Този термин се употребява от музикантите не в онзи смисъл, който съществува в граматиката. В музиката на словесното изречение по-скоро съответства пълният период, а музикалното изречение представлява само част от периода.
Второто изречение може почти точно – с изключение само на завършека си – да повтори първото. Този период се нарича период с повторен строеж. Но това незначително на пръв поглед изменение е много важно: то създава необходимия завършек и „поставя точка“. В Бетовеновата тема на радостта виждаме именно това. Когато второто полуизречение е различно от първото, тогава периодът се нарича период с контрастен строеж, така както е в Шопеновия прелюд op.28 №20, показан на снимката. Структурно той представлява осемтактов завършен период, съставен от две контрастни четиритактови полуизречения.
Вътрешният строеж на периода може да бъде различен – в него, както и в много други страни на музикалната реч, се крият възможности за голямо разнообразие. Най-често се срещат периоди, които се състоят от две сходни части. основното музикално „ядро“, главната теза на музикалната мисъл в тях се повтаря. Отначало слушателят се запознава за пръв път с тази „теза“, но тя сякаш не е изказана докрай: или мелодията не завършва с устойчив тон, или хармонията е неустойчива, или краят на изложението попада на слабо метрично време от такта – с една дума, не възниква усещането за пълна завършеност. В показания Прелюд на Шопен, първите осем такта ни запознават достатъчно пълно с общия характер на музикалното произведение, с особеностите на мелодията, която е скрита в акордите, ритъма, т.е с тематичния материал на произведението.
Неустойчивият завършек на първото полуизречение естествено ни кара да очакваме продължение. Продължението е в останалите четири такта, които образуват второто полуизречение.